# Francesco Jacomoni
Francesco Jacomoni właśc. Francesco Jacomoni di San Savino (ur. 31 sierpnia 1893 w Reggio di Calabria, zm. 17 lutego 1973 w Rzymie) – włoski dyplomata i polityk, wiceregent Albanii w latach 1939-1943.

## Kariera wojskowa
Był synem bankowca Enrico i Ernesty z d. Donadio.  22 czerwca 1914 został zmobilizowany do armii włoskiej. W latach 1915–1918 uczestniczył w działaniach wojennych jako porucznik artylerii fortecznej. W 1916 ukończył studia prawnicze na Uniwersytecie Rzymskim.

## W służbie dyplomatycznej
W maju 1919 rozpoczął służbę w Międzysojuszniczym Komitecie Wojskowym Konferencji Pokojowej w Wersalu pełnił także funkcję oficera łącznikowego przy obcych misjach wojskowych. Od października 1919 pełnił funkcję sekretarza w poselstwie Włoch w Bukareszcie, w sierpniu 1920 przeniesiony do pracy w Ministerstwie Spraw Zagranicznych, gdzie pełnił funkcję sekretarza włoskich komisji w komisjach międzynarodowych. W 1923 ponownie przez kilka miesięcy pracował w poselstwie w Bukareszcie. Współpraca w Bukareszcie z ambasadorem Pompeo Aloisim doczekała się kontynuacji, kiedy Jacomoni w kwietniu 1926 został po raz pierwszy wysłany do Albanii. Był jednym z architektów włosko-albańskiego traktatu o przyjaźni i bezpieczeństwie (27 listopada 1926), który prowadził do uzależnienia politycznego i gospodarczego Albanii od Włoch. Powrócił do ministerstwa w styczniu 1927, awansując na stanowisko zastępcy szefa gabinetu podsekretarza stanu. W tym czasie zajmował się przygotowaniem do publikacji włoskich dokumentów dyplomatycznych, a także wspierał ministra Grandiego na konferencjach międzynarodowych dotyczących reparacji i rozbrojenia.
Po objęciu stanowiska ministra przez Galeazzo Ciano, Jacomoni został w 1936 skierowany do Tirany, gdzie objął stanowisko ambasadora. Jego zadaniem było zacieśnienie związków z Albanią i przygotowania do przejęcia pełnej kontroli nad tym krajem. Od grudnia 1938 Jacomoni koncentrował się na szukaniu pretekstu do ewentualnej agresji włoskiej na Albanię, mimo iż nie odrzucał korzystnych dla Włoch możliwości porozumienia z władcą Albanii Zogiem I. Przedstawione w marcu 1939 ultimatum skierowane do Tirany nie doczekało się satysfakcjonującej Włochów odpowiedzi i 7 kwietnia 1939 doszło do inwazji na ten kraj.

## Wiceregent Albanii
12 kwietnia 1939 koronę Albanii otrzymał Wiktor Emanuel III. 11 dni później funkcję wicekróla (luogotenente generale) sprawującego kontrolę nad włoskim aparatem administracyjnym objął Jacomoni. Funkcję tę pełnił do marca 1943. Jacomoni konsultował projekt statutu ziem albańskich, opracowanego w Rzymie. Nie był jednak zwolennikiem powstania Albańskiej Partii Faszystowskiej i nie podejmował działań, aby ją wspierać. Był sceptyczny wobec uderzenia włoskiego na Grecję w październiku 1940, ale podjął działania na rzecz mobilizacji albańskiej opinii publicznej po stronie Włoch. Po połączeniu Kosowa z Albanią w 1941 Jacomoni odpowiadał się za wprowadzeniem reform, nadającym większą autonomię lokalnym władzom albańskim. Pogarszająca się sytuacja społeczno-gospodarcza w Albanii w latach 1942-1943 skłoniła Jacomoniego do rezygnacji ze stanowiska w lutym 1943 (16 marca 1943 zakończył swoją misję). Ciano był przekonany, że usprawnienie administracji włoskiej w Albanii wymaga zastąpienia Jacomoniego wojskowym, który wprowadzi rządy twardej ręki. 5 listopada 1943 po powrocie do Rzymu, Jacomoni przeszedł na emeryturę.

## Po zakończeniu wojny
W związku z działalnością prowadzoną w Albanii w latach 1939-1943 Jacomoni był sądzony przed Wysokim Trybunałem Sprawiedliwości. Wśród zarzutów udziału w zbrodniach reżimu faszystowskiego we Włoszech pojawił się na procesie także przedstawiony Jacomoniemu zarzut pomocy w przygotowaniach do zamachu na króla Jugosławii Aleksandra I i ministra spraw zagranicznych Francji Louisa Barthou. Wyrokiem sądu z 12 marca 1945 został skazany na pięć lat więzienia, w procesie kasacyjnym w 1948 wyrok ten anulowano. W 1965 opublikował pamiętniki z okresu swoich rządów w Albanii (La politica dell'Italia in Albania). Zmarł w Rzymie w lutym 1973.
Był żonaty (w październiku 1932 poślubił Maję, córką generała (późniejszego marszałka) Ugo Cavallero. Miał dwie córki: Marię i Raimondę.